# Airelle Besson
Pour les articles homonymes, voir Besson.
Airelle Besson, née le 23 mars 1978 à Paris, est une trompettiste et bugliste de jazz, compositrice, arrangeure et cheffe d'orchestre française.

## Biographie

### Formation
Airelle Besson commence l'apprentissage de la trompette à l'âge de sept ans et demi, puis celui du violon à l'âge de neuf ans. Elle vit alors à Oxford en Angleterre où travaillent ses parents, avant de revenir en France à l’âge de onze ans.
Élève de la classe de jazz du conservatoire municipal du 10e arrondissement de Paris, elle étudie la trompette avec Roger Guérin. Adolescente, elle participe à un stage au Cluny Jazz Festival avec Jean-François Canape, et s'oriente définitivement vers le jazz, sans pour autant négliger la musique classique : elle obtient les prix de trompette, de violon, de formation musicale, d'écriture et d'harmonie, puis poursuit des études de musicologie à l'université Paris-Sorbonne et entre au Conservatoire national supérieur de musique et de danse de Paris avec, comme professeurs, François Jeanneau, Daniel Humair, puis François Théberge et Riccardo Del Fra. En 2002, elle y obtient le premier prix de jazz avec mention très bien à l’unanimité.

### Carrière
En 2001, elle participe avec la batteuse Kimberly Thompson à des concerts Sisters in jazz aux États-Unis et en Europe, et joue avec la trompettiste canadienne Ingrid Jensen.
En 2002, elle forme avec Sylvain Rifflet (saxophone) le quintette Rockingchair (Pierre Durand, guitare ; Éric Jacot, contrebasse ; Nicolas Larmignat, batterie), avec lequel elle est lauréate en 2003 du concours international de jazz de La Défense. Leur premier album sort en 2007.
Airelle Besson forme également un duo avec le guitariste Nelson Veras, ainsi qu'un quartet avec la chanteuse suédoise Isabel Sörling, le pianiste français Benjamin Moussay ainsi le batteur Fabrice Moreau, également français. Elle accompagne les chanteurs David Linx et Laïka Fatien dans l’opéra La Tectonique des nuages de Laurent Cugny. Elle se produit au sein du Quarteto Gardel de l'accordéoniste Lionel Suarez avec Minino Garay, percussions, et Vincent Ségal, violoncelle.
Airelle Besson joue aussi dans le groupe de salsa Rumbanana, qui anime La Grosse Émission de 1997 à 2001 sur la chaîne Comédie ! ; c'est au sein de ce groupe qu'elle rencontre la saxophoniste Sophie Alour.

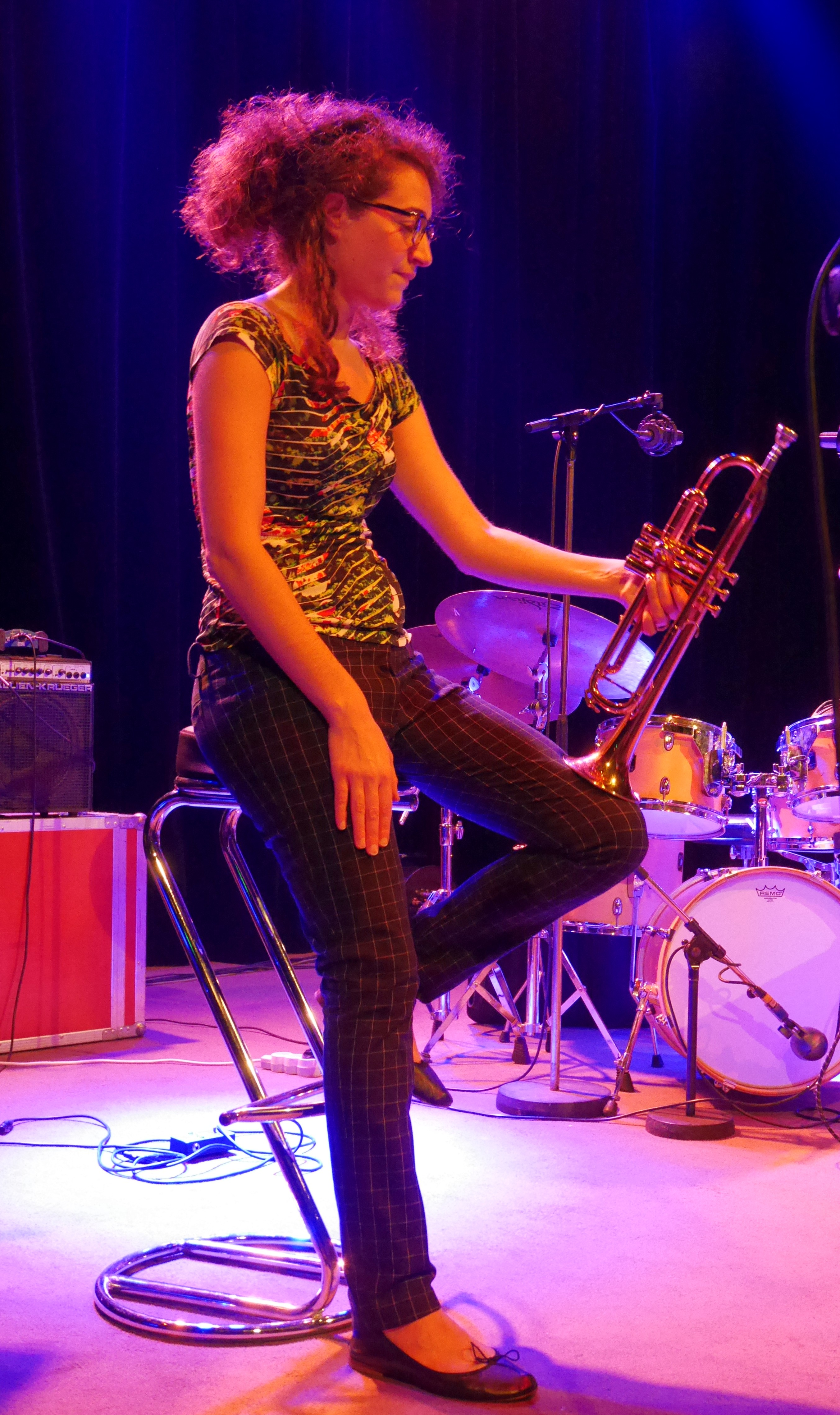
Airelle Besson, Jazz sous les bigaradiers, La Gaude en 2015.

Elle se produit dans diverses formations de jazz telles que le Pandémonium de François Jeanneau, le Gros Cube d’Alban Darche, l’orchestre national de jazz, le big band Lumière de Laurent Cugny, le septet d’Éric Barret, le Sacre du Tympan de Fred Pallem ou le X’tet de Bruno Reignier. En 2012, elle est invitée en Suède par le Norrbottensmusiken (sv) à Luleå et par le New Places Orchestra à Stockholm.
En 2016, elle crée un quartet avec Isabel Sörling (voix), Benjamin Moussay (claviers) et Fabrice Moreau (batterie), dont sont issus en 2016 l'album Radio One, et en 2020 Try. En décembre 2022, elle joue au BIMHUIS, le prestigieux club de jazz à Amsterdam.
Airelle Besson trouve chez le pianiste Sebastian Sternal (de) et le batteur Jonas Burgwinkel (de), deux musiciens allemands, les compagnons rêvés pour une musique délicate. Leur nouvel album Surprise ! sort le 8 novembre 2024 sous le nom Besson - Sternal - Burgwinkel Trio. L'histoire de cette formation débute en 2013, lorsque le contrebassiste Riccardo Del Fra met sur pied, en vue d’une tournée en hommage à Chet Baker, un orchestre franco-allemand réunissant Airelle Besson et Pierrick Pédron d’un côté et Sebastian Sternal et Jonas Burgwinkel de l’autre. Au terme de cette série de concerts, l'alchimie entre Jonas, Airelle et Sebastian est si évidente qu’ils se promettent de prolonger et réitérer l’expérience dès qu’ils le pourraient.

## Récompenses
- 2003 : Lauréate du concours international de jazz de La Défense :
  - prix de composition et de soliste
  - premier prix de groupe avec son quintet Rockingchair
- 2008 : Djangodor dans la catégorie « nouveau talent »
- 2015 : Prix Django-Reinhardt de l'Académie du jazz, « musicien de l'année 2014 »[10]
- 2015 : Victoires du jazz dans la catégorie Révélation instrumentale française de l’année (Prix Frank Ténot)
- 2022 : Nomination au grade de chevalière de l’ordre des Arts et des Lettres[11]

## Discographie

### Comme leader
- 2007 : Rockinchair Quintet, Premier (Chief Inspector)[12]
- 2009 : Édouard Ferlet, Airelle Besson, Alexandra Grimal, Fabrice Moreau, Filigrane (Mélisse Records)
- 2011 : Rockinchair Quintet, 1:1 (Enja Records)
- 2014 : Airelle Besson, Nelson Veras Prélude (Naïve Records)
- 2016 : Airelle Besson, Radio One (Naïve Records)[13]
- 2017 : Airelle Besson, Invite Vincent Ségal/Sebastian Sternal & Jonas Burgwinkel', EP collector (Jazz sous les pommiers)[14]
- 2017 : Airelle Besson, Aïrés (Naïve Records)
- 2020 : Airelle Besson, Try! (Papillon Jaune/L'Autre Distribution)
- 2022 : Symphonie du Ponant (Coop Breizh Musik/Coop Breizh Distribution)

### Comme sidewoman
- 1999 : Zarmazones, Les Filles haussent le son (auto-produit)[15]
- 2000 : Rumbanana, Ça, ça m’fait peur (Damn)
- 2001 : À Suivre Xtet - Bruno Reigner, Paris-Calvance (Yolk)
- 2003 : À Suivre Xtet - Bruno Reigner, Variations Altérées (Yolk)
- 2003 : François Laudet Big Band, Live in Paris (Black and Blue)
- 2004 : Éric Barret, My favorite Songs (Blue Marge)
- 2005 : Alban Darche - Le Gros Cube, La Martipontine (Yolk)
- 2005 : Tom & Joy, Antigua (Yellow Productions)
- 2006 : Jean-Christophe Cholet Diagonal, Slavonic Tone (Naïve Records)
- 2006 : Gábor Winand With The Gábor Gado Quintet, Opera Budapest (BMC)
- 2006 : Jeanne Balibar, Slalom (Naïve Records)
- 2006 : Malko, Open Ticket (Bonsaï Music)
- 2007 : Alban Darche - Le Gros Cube vs Katerine, Le Pax (Yolk)
- 2007 : Sarah Murcia - Monaco, Caroline (Label Bleu)
- 2007 : Rockingchair, Rockingchair (Chief Inspector)
- 2008 : Magic Malik Orchestra, Saoule (Label Bleu)
- 2008 : Alban Darche - Le Gros Cube, Polar Mood (Yolk)
- 2009 : Lo'jo, Cosmophono (Wagram Music)
- 2009 : Las Ondas Marteles, On Da Rocks (Because Music)
- 2010 : Didier Levallet Quintet, Songes et Silences (Sans Bruit Records)
- 2011 : Ornette, Crazy (Discograph)
- 2012 : Hugh Coltman, Zero Killed (Wagram Music)
- 2013 : Didier Levallet, Voix Croisées
- 2014 : Riccardo Del Fra, My chet My Song (Cristal Records)
- 2014 : Metronomy, Love Letters (Because Music)
- 2015 : Michel Godard et Le Miroir du Temps, A Serpent's Dream (Label Intuition)
- 2016 : Sophie Darly, Twelve Secrets of a Lady (Accords Idées)
- 2016 : Multi-interprètes, Autour de Chet (Verve)
- 2016 : Fabrizio Cassol, Pitié ! (Cyprès)
- 2018 : Nolwenn Leroy, Folk (Mercury)
- 2018 : Lionel Suarez : Quarteto Gardel
- 2020 : Rosemary Standley, Ensemble Contraste, Schubert in Love (Alpha Classics)
- 2020 : Valentin & Théo Ceccaldi, Constantine (Full Rhizome, Brouhaha)
- 2021 : Rhoda Scott, Lady All Stars (Sunset Records)

## Compositions
- 2012[16]
  - Commande de l’orchestre national de Lyon et de l’Institut Louis Lumière pour la composition d'une musique symphonique sur le film Loulou de Georg Wilhelm Pabst.
  - Création pour le « Grand Lyon Film Festival » à l’Auditorium de Lyon avec l’Orchestre national de Lyon (compositeur, orchestrateur et soliste).
- 2014[16]
  - Réalisation des arrangements de cuivres et soliste invitée pour l'album de Metronomy Love Letters (Because Music, 2014).
  - Arrangements pour Pierrick Pedron Trio sur le titre Lullabye de l'album Kubic’s Cure (ACT, 2014).
  - Création pour orchestre et chœur d’enfants : Fantaisie Temporelle au théâtre de Rungis, janvier 2014, avec la Musique des gardiens de la paix et le chœur d’enfants et de jeunes du conservatoire de Vincennes (chef d’orchestre et soliste).